# Lauren Vélez
Lauren Luna Vélez es una actriz estadounidense y la hermana gemela de la actriz Lorraine Vélez. Sus papeles más notables son como María LaGuerta en Dexter de Showtime, la detective Nina Moreno en Fox Undercover de Nueva York, la Dra. Gloria Nathan en el drama carcelario de HBO Oz, y Elena en la comedia dramática de ABC Ugly Betty.

## Primeros años
Los padres de Lauren se mudaron de Puerto Rico a principios de la década de 1950 y vivieron en Brooklyn, un barrio de la ciudad de Nueva York, donde nacieron ella y su hermana gemela, Lorraine Vélez. Las gemelas tienen otras cinco hermanas y un hermano. El padre de Lauren, un oficial del departamento de policía de la ciudad de Nueva York, finalmente compró una casa en Far Rockaway, Queens, y la familia se mudó allí. Las gemelas disfrutaban creando juegos improvisados y actuando para la familia, y participaron en casi todas sus producciones de la escuela secundaria, como, Fiddler on the Roof. Después de graduarse de la escuela secundaria, cada una recibió becas para asistir a la Escuela de Danza Alvin Ailey. Ambas estudiaron actuación en el Acting Studio con su director artístico fundador James Price, el protegido y amigo personal de Sanford Meisner. Además, Lauren estudió a Shakespeare con Michael Howard.

## Filmografía

### Cine

#### Largometrajes
| Año  | Título (original)                   | Español                                                                  | Personaje              | Notas               |
| ---- | ----------------------------------- | ------------------------------------------------------------------------ | ---------------------- | ------------------- |
| 2023 | Spider-Man: Across the Spider-Verse | Spider-Man: Cruzando el Multiverso/Spider-Man: A través del Spider-Verso | Rio Morales            | Voz                 |
| 2021 | Rogue Hostage                       |                                                                          | Sunshine               |                     |
| 2020 | Ana                                 |                                                                          | Camila                 |                     |
| 2019 | Swallow                             |                                                                          | Lucy                   |                     |
| 2019 | Son of Shaft                        | Bennie                                                                   |                        |                     |
| 2018 | The First Purge                     |                                                                          | Luisa                  | Actriz de reparto   |
| 2018 | Spider-Man: Into the Spider-Verse   | Spider-Man: Un nuevo universo                                            | Rio Morales            | Voz                 |
| 2016 | Adrift                              |                                                                          | Cecilia Fernández      | Actriz y productora |
| 2016 | Officer Downe                       |                                                                          | Policía Jefe Berringer |                     |
| 2011 | Rosewood Lane                       |                                                                          | Paula Crenshaw         |                     |
| 2007 | Serial                              |                                                                          | Roseanne Crystal       |                     |
| 2001 | Prison Song                         |                                                                          | Consejera de prisión   |                     |
| 2001 | Love and Treason                    | Alta Traición                                                            | Agente Susan Mestre    | Tv Movie            |
| 2000 | Prince of Central Park              | El príncipe de Central Park                                              | Rosa Sánchez           |                     |
| 1998 | The LaMastas                        |                                                                          |                        |                     |
| 1998 | Thicker than blood                  |                                                                          | Camila López           | TV Movie            |
| 1997 | Is search of a dream                | Buscando un sueño                                                        |                        |                     |
| 1997 | I Think I Do                        | Creo que sí                                                              | Carol                  |                     |
| 1996 | City Hall                           | City Hall, la sombra de la corrupción                                    | Elanie Santos          |                     |
| 1994 | I Like It Like That                 | Así me gusta                                                             | Lisette Linares        |                     |

#### Cortometrajes
| Año  | Cortometraje  | Personaje     |
| ---- | ------------- | ------------- |
| 2005 | Barely Buzzed | María Vasquez |
| 1999 | Taino         | Laura         |

### Televisión

#### Series de televisión
| Año/s         | Serie                                      | Personaje                      | Episodios         |
| ------------- | ------------------------------------------ | ------------------------------ | ----------------- |
| 2016-presente | How to Get Away with Murder                | Soraya Hargrove                | Varios episodios  |
| 2016          | Elementary                                 | Zoe Mercado                    | 1 episodio (4x20) |
| 2015          | South of Hell                              | Tetra                          | 7 episodios       |
| 2014          | Imborrable                                 | Aisha Conway                   | 1 episodio (3x10) |
| 2011          | Enfermera Hawthorne                        | Dra. Kat                       | 1 episodio        |
| 2011          | Breakout Kings                             | Carmen Vega                    | 1 episodio (1x13) |
| 2009-2010     | Betty                                      | Elena                          | 7 episodios       |
| 2008          | Ley y Orden: Acción Criminal               | Oficial Lois Melago            | 1 episodio (7x11) |
| 2006-2012     | Dexter                                     | Maria LaGuerta                 | 84 episodios      |
| 2006-2007     | Numb3rs                                    | Claudia Gomez                  | 3 episodios       |
| 2006          | Médium                                     | Elena Cabrera                  | 1 episodio (2x19) |
| 2005          | Wanted                                     | Faye Templeton                 | 1 episodio (1x12) |
| 2005          | Doctoras de Philadelphia                   | Vanessa Burke                  | 1 episodio (5x20) |
| 2004          | Ley y Orden: Unidad de víctimas especiales | Attorney Shamal                | 2 episodios       |
| 2003          | Dragnet                                    | Det. Denise Beltran            | 2 episodios       |
| 2000          | Pretender                                  | Emily Sadler                   | 1 episodio (4x10) |
| 2000          | Profiler                                   | Emily Sadler                   | 1 episodio (4x10) |
| 1999, 2002    | Ley y Orden                                | Asistente de vuelo*/Ms. Torres | 2 episodios       |
| 1999          | St. Michael Crossing                       | Vicki Solera                   | Desconocido       |
| 1999          | Strange World                              | Detective Arias                | 1 episodio (1x03) |
| 1997-2003     | Oz                                         | Dr. Gloria Nathan              | 48 episodios      |
| 1995-1999     | New York Undercover                        | Det. Nina Moreno               | 64 episodios      |
| 1995          | The Cosby Mysteries                        | Claudine Palmeri               | 1 episodio (1x14) |

#### Programas de televisión
| Año/s | Programa                            | Ocasiones        |
| ----- | ----------------------------------- | ---------------- |
| 2016  | Unsung Hollywood                    | 1 ocasión (2x08) |
| 2010  | The Mo'Nique Show                   | 1 ocasión        |
| 2009  | The Wendy Williams Show             | 1 ocasión        |
| 2009  | The Morning Show with Mike & Juliet | 1 ocasión        |
| 2008  | Infanity                            | 1 ocasión        |

## Premios
- ALMA Awards (2000)
- Hispanic Heritage Awards (2000)

### Otros
- An Evening of Stars: Tribute to Chaka Khan, como colaboradora (película-concierto de 2011)
- An Evening of Stars: Tribute to Lionel Richie, como colaboradora (película-concierto de 2010)
- Sugar Pathways, como narradora (documental)